# Doronicum carpetanum
Doronicum carpetanum là một loài thực vật có hoa trong họ Cúc. Loài này được Boiss. & Reut. ex Willk. & Lange mô tả khoa học đầu tiên năm 1865.